# Killer Be Killed
Killer Be Killed — американская супергруппа, исполняющая песни в стиле хэви-метал, основанная вокалистом The Dillinger Escape Plan Грегом Пучиато и экс-участником Sepultura, фронтменом Soulfly и Cavalera Conspiracy, Максом Кавалерой в начале 2011 года. В состав также входят басист и со-вокалист группы Mastodon Трой Сандерс и барабанщик группы Converge Бен Коллер. Группа продолжительное время работала над материалом, прежде чем в октябре 2013 года объявить о себе и подписать контракт с Nuclear Blast. Дебютный альбом группы с одноименным названием был выпущен в 2014 году. В сентябре 2020 года группа вернулась с новым синглом, а в ноябре того же года выпустила свой второй альбом «Reluctant Hero».